# Dirac Aviation
"Détendez-vous... Gagnez du temps."
Dirac Aviation (code IATA : YM, code OACI : DAV) était une compagnie aérienne française créée en 1985 en tant que compagnie de transport charter touristico-religieux et régulière basée à Marseille et opérant de l'Aéroport de Tarbes-Lourdes.

## Histoire
C'est en 1985 que la compagnie aérienne Dirac Aviation voyait le jour.   
Le siège social était établi dans un bâtiment sur La Canebière à Marseille et à l'aéroport de Marseille-Marignane dans le centre d'aviation générale.  
Filiale de la société DIRAC (Direction internationale de recherche, d'audit et de conseil) basée à Marseille (Bouches-du-Rhône), la compagnie exerçait une activité touristico-religieuse vers Lourdes aux moments du pèlerinage, des liaisons régulières au départ de l'aéroport de Tarbes - Lourdes et des liaisons en hélicoptère entre l'Île-d'Yeu et le continent.  
Fin de l'année 1989, Dirac Aviation entrait au capital de la compagnie varoise Hyères Aéro Service qui effectuait des vols à la demande et des vols réguliers au départ de l'aéroport de Toulon - Hyères et Genève comme Toulon - Calvi, Toulon - Genève et Genève - Strasbourg.   
Un Swearingen Metro de 19 places appartenant à Dirac Aviation était mis à disposition de Hyères Aéro Service et ne servait que pour les vols à la demande de cette dernière.      
Dirac Aviation cessait ses activités en 1990 à la suite d'un tragique accident de René Pelata qui mis à mal la gestion des sociétés aéronautiques qu'il détenait comme DIRAC Aéronautique ou Sud Air Service.
Charles-Albert Petiteau, l'ancien directeur de Dirac Aviation, créait à son tour la "CAE - Compagnie Aéronautique Européenne" (code IATA : C9, code OACI : FEU), basée sur l'aéroport de Marseille et le siège social à Vitrolles (Bouches-du-Rhône), fort de 9 Swearingen SA226-AT Merlin IV dont le F-GIAC de Dirac Aviation et 1 Beechcraft 200. Hormis les vols à la demande, elle opérait à partir de 1993 des vols entre Paris/CDG et Liège en Belgique. La compagnie cessait à son tour ses activités en 2001.

## Le projet de reprise d'Air Limousin
En redressement judiciaire, la compagnie aérienne Air Limousin était placée en cessation de paiement puis déposait le bilan le 30 décembre 1988. 
La compagnie devait être reprise au début de l'année 1989 par la compagnie aérienne TAT mais le Tribunal de Commerce de Limoges préférait la proposition de la compagnie DIRAC-Aéronautique. 
DIRAC devait reprendre la flotte, les ateliers et les 135 employés. 
La reprise par la DIRAC échouait finalement au profit de la compagnie TAT.

## Le réseau
La compagnie desservait:
- Tarbes/Lourdes à Nice[10],
- Tarbes/Lourdes à Toulouse,
- Tarbes/Lourdes à Lyon[10].

## Flotte
DIRAC Aviation disposait de 4 Swearingen SA226-AT Merlin IV (F-GIAC, F-GERP, F-GFUS et F-GFPR) et 1 Piper Cheyenne II.

## Galerie photographique

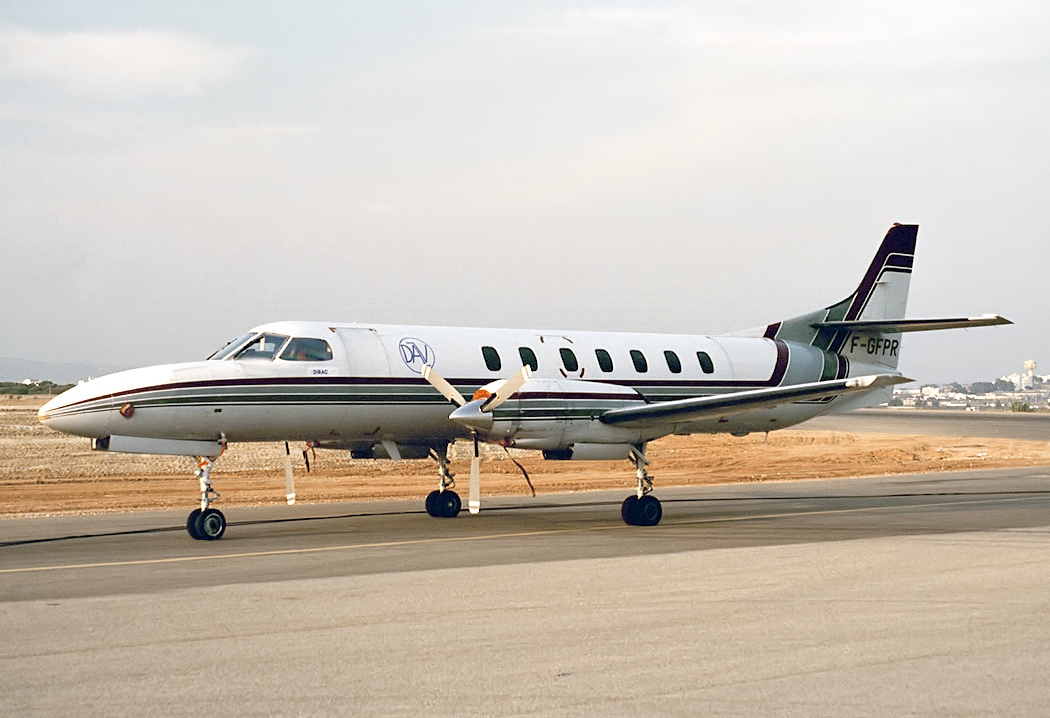
Métro Merlin IV n° F-GFPR de DIRAC Aviation en 1989 à FARO au Portugal.
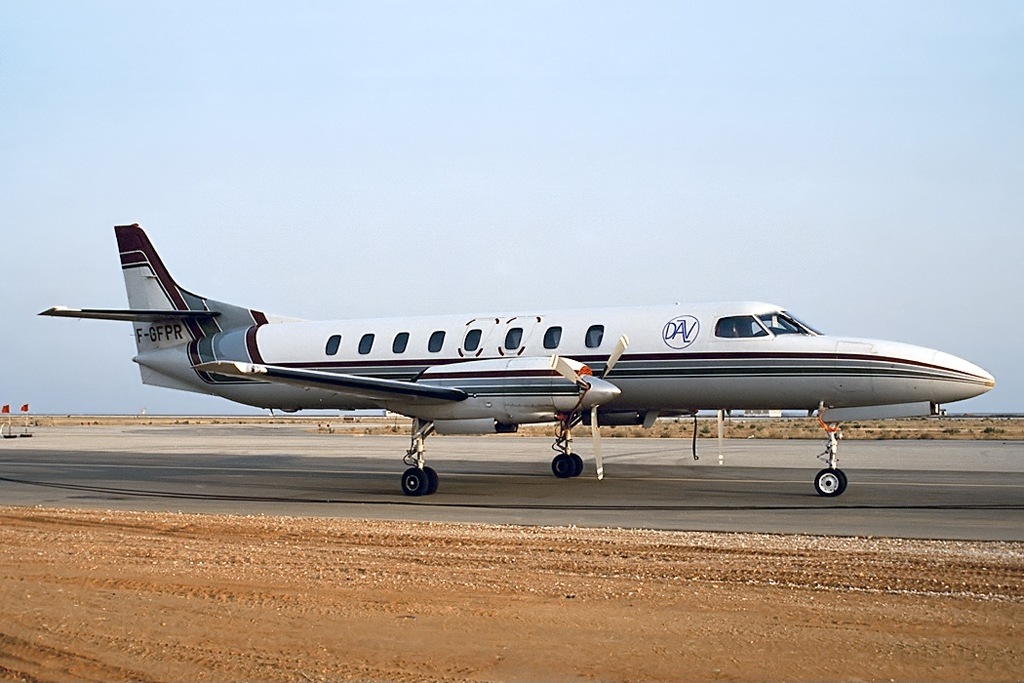
Métro Merlin IV n° F-GFPR de DIRAC Aviation en Novembre 1988 à FARO au Portugal.

## Accident
Une collision en vol entre un Socata TB 10 immatriculé F-GEVD de la Direction générale de l'Aviation civile (DGAC) et le Merlin IV de Dirac Aviation, immatriculé F-GERP survenait le 20 février 1989 à 16h04 à proximité de Castera-Lou près de Tarbes . La collision faisait 4 morts, ceux du TB 10. 
Le Merlin IV effectuait un vol régulier entre Nice et Tarbes/Lourdes sans passagers (vol YM 31). Il était en approche sur Tarbes, le TB-10 en vol d'entrainement, entrait également en approche, venant de Pau.  
Le Merlin IV effectuait un atterrissage forcé sur l'aéroport de Tarbes. Le TB-10 était détruit. 
La collision en vol des deux appareils a résulté de l’entrée du TB 10 dans la zone de circulation de l’aérodrome (ATZ) de Tarbes sans contact radio en même temps que le Merlin F-GERP, malgré les informations de trafic qui lui ont été fournies.